# Гильдепранд (король лангобардов)
Гильдепранд (нем. Hildeprand, итал. Ildeprando; умер в августе 744) — король лангобардов в 744 году.

## Биография
Гильдепранд был племянником короля лангобардов Лиутпранда.
В 732 году Гильдепранд и герцог Виченцы Паредео впервые с завоевания Апеннинского полуострова захватили столицу Равеннского экзархата. Однако в 734 году экзарх Евтихий с помощью венецианцев смог возвратиться в Равенну и отвоевать её. В боях за город «храбро защищавшийся» Паредео погиб, а Гильдепранд попал в плен.
Из-за отсутствия у Лиутпранда наследников мужского пола Гильдепранд был в 737 году провозглашён королём-соправителем. После смерти дяди в январе 744 года Гильдепранд начал править единолично, но был свергнут советом знати спустя восемь месяцев. Он умер в августе 744 года.